# Kąpieliska rzeczne we Wrocławiu

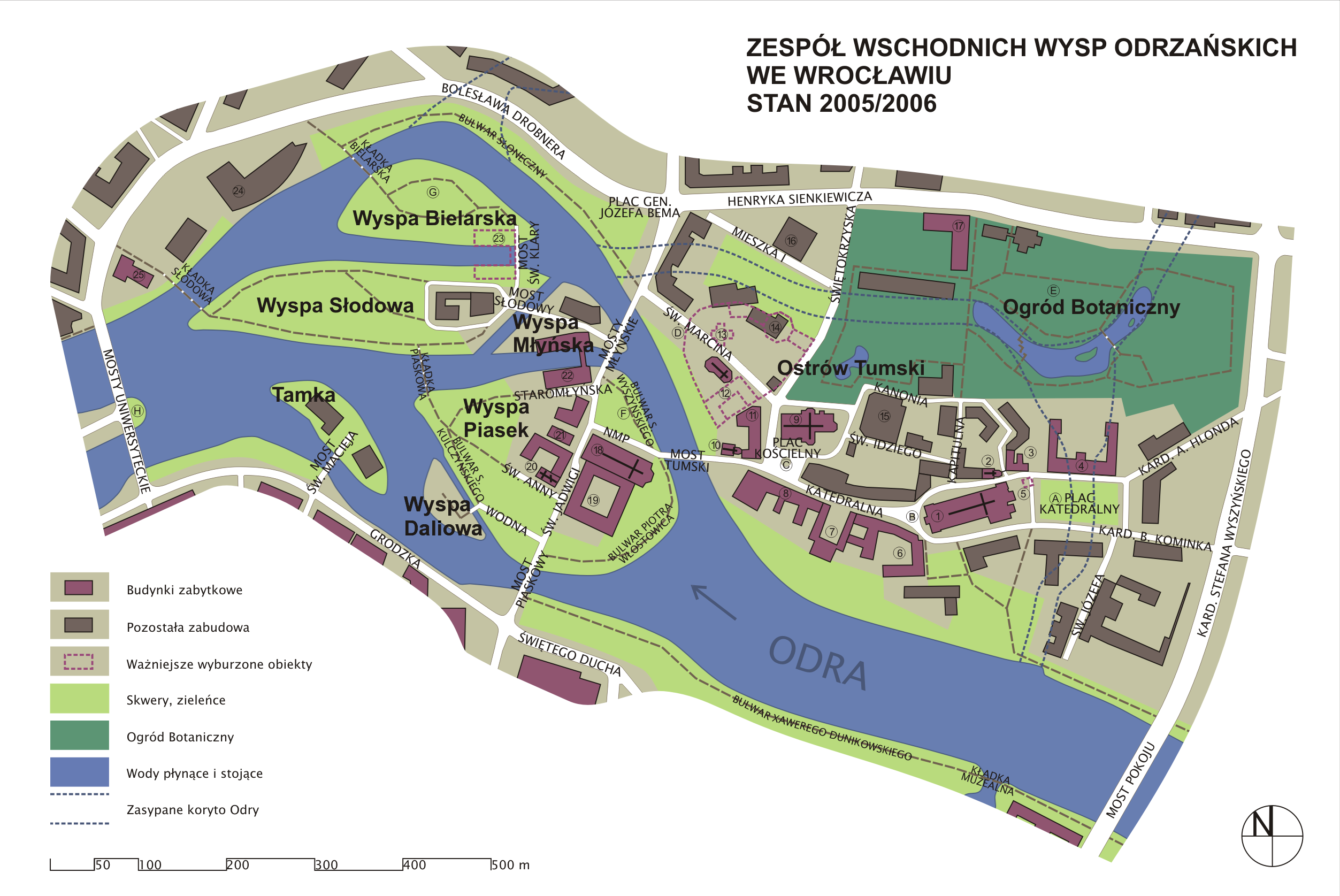
Śródmiejski Węzeł Wodny górny; tu powstawały pierwsze kąpieliska rzeczne.

Kąpieliska rzeczne – kąpieliska we Wrocławiu tworzone w oparciu koryta wrocławskich rzek i innych cieków wodnych, tj. rzek, kanałów wodnych, zatok, rozlewisk i innych akwenów powierzchniowych wód płynących. Obejmowały budowle i urządzenia dzięki którym w sposób zorganizowany można było wykorzystując naturalne wody płynące wykorzystywać do pływania, między innymi pływania rekreacyjnego oraz nauki pływania. Kąpieliska takie były budowane od początków XIX wieku i w pierwszej połowie XX wieku. Możliwość tworzenia tego typu obiektów sportowych wynikała z dużej liczby rzek i innych cieków występujących w mieście, tworzących duży węzeł wodny, tzw. Wrocławski Węzeł Wodny. Kąpieliska te tworzono i użytkowano do czasu II wojny światowej odrębnie dla mężczyzn i kobiet. Przed 1945 rokiem takich kąpielisk było 11. Po wojnie niektóre z nich odtworzone, później stopniowo likwidowane.
Współcześnie nie ma już zorganizowanych kąpielisk z wykorzystaniem wód płynących wrocławskich rzek. Pozostało natomiast kilka śladów dawnej infrastruktury związanej z tymi obiektami, np. Kąpielisko Różanka, w którym pozostały zbudowany na brzegu rzeki ośrodek eksploatowany do dziś, lecz bez możliwości kąpieli w rzece, którą to możliwość zastąpiono pływaniem na małych jednostkach wodnych dostępnych w utworzonej wypożyczalni sprzętu wodnego, lub stworzone niegdyś akweny, bez jakiejkolwiek infrastruktury towarzyszącej są wykorzystywane rekreacyjnie przez okolicznych mieszkańców, mimo braku zorganizowanej formy kąpieliska, np. Kąpielisko Oławka, funkcjonujące do 1977 roku. Obecnie wodny niektórych rzek nadal bywają wykorzystywane jako dzikie kąpieliska, np. wybrane miejsca na rzece Oława.
Jako pierwsze wrocławskie kąpielisko rzeczne podaje się utworzone w 1804 roku kąpielisko w jedynym z ramion bocznych rzeki Odra na brzegu wyspy Tamka (ówcześnie: An der Matthias Kunst – Wyspa Świętego Macieja), położonej w Śródmiejskim Węźle Wodnym. Powstało ono z inicjatywy Friedricha Zirtzowa przy utworzonej na wyspie łaźni parowej. Samo kąpielisko wytyczone zostało za pomocą konstrukcji wykonanej z drewna, zanurzonej w rzece, złożonej z 3 pomostów osłoniętych płóciennymi daszkami, dając możliwość kąpieli osób korzystających z łaźni bezpośrednio w nurcie rzeki.
Kolejnym utworzonym kąpieliskiem, już jako samodzielny, odrębny obiekt nie związany z łaźnią, było kąpielisko założone przez Friedricha Wilhelma Gustawa Kallenbacha. Stworzone zostało w latach 1835-1837 w postaci pływających pomostów, okalających prostokątny akwen. Jako pływaki dla pomostów zastosowano beczki. Natomiast boki i dno tak utworzonego basenu zabezpieczono regularnymi rusztami. Cały pływający obiekt zacumowany został początkowo również u wybrzeży Tamki. Wokół niego umieszczono zadaszone przebieralnie. Kąpielisko to zostało przemieszczone w nowe miejsce, do koryta Odry Północnej, poniżej Jazu Świętej Klary. Poddane modernizacji funkcjonowało do lat 30. XX wieku.
Powstawały także liczne inne kąpieliska oraz łaźnie w wśród których wyróżniano łaźnie rzeczne wykorzystujące wody rzek także do bezpośredniej kąpieli w okresach letnich, podobnie jak w łaźni i kąpielisku Zirtzowa na Tamce. Na początku XX wieku w mieście czynnych było kilka kąpielisk rzecznych. Pięć z nich podlegało zarządowi miasta. Cztery kąpieliska były całkowicie zadaszone i doświetlone świetlikami. Pozostawały one w swojej lokalizacji nie rozbierane na okres zimy. Kąpieliska rzeczne tworzone były głównie w obrębie Śródmiejskiego Węzła Wodnego na podobnych zasadach jak wyżej opisane: pomosty cumowano przy brzegach, głównie zlokalizowanych tu wysp, w tym między innymi przy wyżej wymienionej Tamce, ale także przy Wyspie Piasek, Bielarskiej i Słodowej.
Wśród innych kąpielisk na Odrze wymienić można:
- kąpielisko na Kanale Młyna Maria, położonej poniżej młynów Maria i Feniks[11],
- kąpielisko Linderera na Tamce, brzeg południowy (Kanał Jazu Macieja)[10],
- kąpielisko Juliusa Böttgera z 1868 roku, na Tamce, brzeg północny (Odra Południowa), zbudowane jako drewniana konstrukcja ozdobiona elementami nawiązującymi do architektury antycznej w postaci szeregu prostych kolumn doryckich, dostępne były tu również prysznice i przebieralnie oraz miejsce przeznaczone na wypoczynek[10],
- kąpielisko E. Schmidta przy łaźni na Kępie Mieszczańskiej przy dzisiejszej ulicy Ks. Witolda[10].

Popularności kąpielisk rzecznych w okresie przedwojennym sprzyjała znacznie lepsza jakość wód w rzekach.
Pod koniec XIX wieku powstały także pierwsze kąpieliska wykorzystujące wody innych wrocławskich rzek, tj. rzeki Oława i Bystrzyca. Taka lokalizacja, peryferyjna i podmiejska, dawała szersze możliwości kształtowania ośrodka wypoczynku: tworzono plaże piaszczysto-trawiaste, budowano przy kąpielisku boiska do różnego rodzaju gier oraz budynki, w których mieściły się szatnie, czasem także wypożyczalnie sprzętu pływającego oraz niewielkie lokale gastronomiczne. Jako miejsca do pływania wykorzystywano, w przypadku tych znacznie mniejszych od Odry rzek, zakola, zatoki i rozlewiska, w tym sztucznie powiększone, stwarzające odpowiednie warunki do uprawiania sportów wodnych. Cały taki duży teren tak utworzonego ośrodka był ogradzany. Przykładem takie ośrodka jest Kąpielisko Oławka, położone przy ulicy Na Niskich Łąkach, w sąsiedztwie Parku Na Niskich Łąkach, wykorzystujące podmokły teren łąk przylegających do akwenu sztucznie utworzonego rozlewiska, na bazie dawnego zakola rzeki. W sąsiedztwie kąpieliska funkcjonowały inne obiekty wypoczynku i rekreacji. Należały do nich oprócz parku także między innymi Lunapark na Rakowcu i różne obiekty sportowe.